# 64-та окрема мотострілецька бригада (РФ)
64-та окрема гвардійська мотострілецька бригада (64 ОМСБр, в/ч 51460) — з'єднання Сухопутних військ Збройних сил Російської Федерації чисельністю у бригаду. Дислокується в селищі Князе-Волконське (Хабаровський край). Перебуває у складі 35-ї загальновійськової армії.
У березні 2022 року військовослужбовці цієї бригади скоїли воєнні злочини проти народу України в місті Буча Київської області. Підозрюються також у скоєнні масових вбивств в Андріївці Бучанського району.

## Історія
Після розпаду СРСР у 1992 році 882-й мотострілецький полк 270-ї мотострілецької дивізії Радянської армії увійшов до складу Збройних сил РФ. Пункт дислокації — м. Хабаровськ.

### Перша російсько-чеченська війна
У грудні 1994 року полк був доукомплектований до штату воєнного часу.
8—9 січня 1995 року особовий склад полку було відправлено до Муліно для поповнення 245-го гвардійського мотострілецького полку, що попрямував Першу російсько-чеченську війну.
1 вересня 1997 року полк було виведено зі складу 270-ї мотострілецької дивізії й переведено до складу 81-ї гвардійської мотострілецької Красноградської Червонопрапорної, ордена Суворова дивізії (81 гв. Мсд). 6 червня 1999 року формування вилучено з 81-ї гв. мсд й знову введено до складу 270-ї мсд. У 2001 році 882-й механізований полк виведено зі складу сил швидкого реагування. З червня 2001 року 882-й механізований полк у складі 270-ї мотострілецької дивізії входить до складу частин 35-ї Червонопрапорної армії.
1 січня 2009 року на базі 882-го мотострілецького полку 270-ї мотострілецької дивізії сформована 64-та окрема мотострілецька бригада з місцем дислокації у військових містечках № 33 (базове), № 1 й смт Красна Річка.
У 2012 році 64-та окрема мотострілецька бригада передислокована із смт Красна Річка у село Князе-Волконське Хабаровського краю.
У 2013 році підрозділи бригади брали участь у протипаводкових заходах в ході повені на Далекому Сході. Військовослужбовці наводили понтонні переправи й розгортали евакуаційні пункти.

### Російське вторгнення в Україну 2022 року
У березні 2022 року військовослужбовці бригади брали участь у масштабному російському вторгненні, де діяли на київському напрямку.
Зокрема, ними було окуповано село Андріївка Бучанського району, де військовослужбовці скоїли масові вбивства Після цього вони перемістилися до міста Буча..
3—4 квітня 2022 року низка українських джерел, з посиланням на спецслужби, вперше назвала підрозділи Збройних сил Росії, які вчиняли воєнні злочини під час окупації населених пунктів під Києвом. 64-та бригада окупувала район м. Бучі на Киїщині 4 квітня ГУР МОУ на своєму сайті оприлюднив списки особового складу бригади, що брала участь в окупації Бучі на момент здійснення воєнних злочинів: Бучанської різанини. Того ж дня ІнформНапалм назвав ім'я командира бригади — Омуреков Азатбек Асанбекович, та повідомив інші його особові дані.
18 квітня бригаді Володимир Путін присвоїв бригаді почесне звання «гвардійської». В указі йдеться, що почесне найменування призначене за «масовий героїзм та відвагу, стійкість та мужність, проявлені особовим складом в бойових діях по захисту Вітчизни та державних інтересів в умовах збройних конфліктів».
22 квітня повідомлялося, що у боях поблизу Ізюму 64-та бригада зазнала втрат від 93-ї механізованої бригади «Холодний Яр» ЗСУ. На оприлюднених фото були три танки Т-80БВ, БТР-82А, вантажівки та загиблі росіяни.
3 червня Інститут вивчення війни (ISW) наводив слова російського військового блогера про те, що «майже вся 35-та загальновійськова армія РФ була знищена» в боях біля Ізюма через некомпетентних командирів. А саме: значних втрат зазнали 38 ОМСБр і 64 ОМСБр. Сам ISW стверджував, що самостійно підтвердити ці твердження не може, але вони загалом відповідають іншим звітам, в яких говориться про великі втрати росіян на Ізюмському напрямку.
У серпні Інститут вивчення війни зазначив, що, ймовірно, бригада була знищена в бою у рамках спроб Кремля приховати воєнні злочини, скоєні нею в Київській області. ISW посилалися на розслідування журналіста Радіо Свобода Марка Крутова про значні втрати бригади.
15 серпня 2022 року російський журналістський проєкт «iStories» опублікував розслідування вбивств цивільного населення в селі Андріївка Бучанського району. Журналісти зв'язалися з декількома підозрюваними у злочинах, один з яких, єфрейтор 64-ї окремої мотострілецької бригади Даніїл Фролкін записав відеозвернення зі зізнанням у вбивствах і грабежах мирних жителів.
Торішнього серпня 2022 року з бригади намагалися звільнитися близько 700 контрактників, але російські командири не дають повернуться з України Росію навіть тим, у кого терміни договору закінчилися. Крім цього, за словами військових, командири наказували їм вбивати мирних жителів, солдати бригади займаються мародерством.
За інформацією Генерального штабу ЗСУ, бригада втратила понад 90 % особового складу, техніку бригади передають прикордонникам, військову частину готують до розформування.

## Склад

### 2017
- Управління[23].
- 1-й мотострілецький батальйон.
- 2-й мотострілецький батальйон.
- 3-й мотострілецький батальйон.
- Танковий батальйон: 31 Т-80БВ, Т-80БВМ;
- 1-й гаубичний самохідно-артилерійський дивізіон.
- 2-й гаубичний самохідно-артилерійський дивізіон.
- Реактивний артилерійський дивізіон.
- Протитанковий артилерійський дивізіон.
- Зенітний дивізіон.
- Зенітно-ракетний дивізіон.
- Розвідувальний батальйон.
- Батальйон зв'язку.
- Інженерно-саперний батальйон.
- Ремонтна рота.
- Батальйон матеріального забезпечення.
- Стрілецька рота (снайперів).
- Рота БПЛА.
- Рота РХБЗ.
- Рота РЕБ.
- Батарея управління та артилерійської розвідки (начальника артилерії).
- Взвод управління і радіолокаційної розвідки (начальника протиповітряної оборони).
- Взвод управління (начальника розвідувального відділення).
- Комендантська рота.
- Медична рота.
- Взвод інструкторів.
- Взвод тренажерів.
- Полігон.
- Оркестр.

## Втрати
З відкритих джерел відомо про 53 імен військовослужбовців 64 ОМСБр, які загинули у російсько-українській війні. 